# 19. Międzynarodowy Festiwal Filmowy w Berlinie
19. Międzynarodowy Festiwal Filmowy w Berlinie odbył się w dniach 25 czerwca – 6 lipca 1969 roku. W konkursie głównym zaprezentowano 21 filmów pochodzących z 13 różnych krajów.
Jury pod przewodnictwem niemieckiego reżysera Johannesa Schaafa przyznało nagrodę główną festiwalu, Złotego Niedźwiedzia, jugosłowiańskiemu filmowi Młode lata w reżyserii Želimira Žilnika. Na festiwalu zaprezentowano retrospektywę twórczości francuskiego reżysera Abla Gance'a i niemieckiego twórcy filmów animowanych Oskara Fischingera oraz przegląd musicali z lat 1929-1950.

## Członkowie jury

### Konkurs główny
- Johannes Schaaf, niemiecki reżyser − przewodniczący jury[2]
- François Chalais, francuski dziennikarz
- José P. Dominiani, argentyński scenarzysta filmowy
- Giovanni Grazzini, włoski krytyk filmowy
- Ulrich Gregor, niemiecki historyk filmu
- Agneša Kalinová, czechosłowacka krytyczka filmowa
- Masaki Kobayashi, japoński reżyser
- John Russell Taylor, brytyjski krytyk filmowy
- Archer Winsten, amerykański krytyk filmowy

## Selekcja oficjalna

### Konkurs główny
Następujące filmy zostały wyselekcjonowane do udziału w konkursie głównym o Złotego Niedźwiedzia i Srebrne Niedźwiedzie:
| Tytuł polski                      | Tytuł oryginalny                    | Reżyseria                                                                                   | Kraj produkcji    |
| --------------------------------- | ----------------------------------- | ------------------------------------------------------------------------------------------- | ----------------- |
| Aido - niewolnica miłości         | 愛奴 Aido                           | Susumu Hani                                                                                 | Japonia           |
| Miłość i gniew                    | Amore e rabbia                      | Marco Bellocchio, Bernardo Bertolucci, Jean-Luc Godard, Carlo Lizzani i Pier Paolo Pasolini | Włochy            |
| Balladen om Carl-Henning          | Balladen om Carl-Henning            | Sven Grønlykke i Lene Grønlykke                                                             | Dania             |
| Jednopokojowe mieszkanie          | The Bed Sitting Room                | Richard Lester                                                                              | Wielka Brytania   |
| Brazylia w roku 2000              | Brasil Ano 2000                     | Walter Lima Jr.                                                                             | Brazylia          |
| Erotissimo                        | Erotissimo                          | Gérard Pirès                                                                                | Francja           |
| Radosna wiedza                    | Le gai savoir                       | Jean-Luc Godard                                                                             | Francja           |
| Przygody Goopiego i Baghy         | গুপী গাইন বাঘা বাইন Goopy Gyne Bagha Byne | Satyajit Ray                                                                                | Indie             |
| Pozdrowienia                      | Greetings                           | Brian De Palma                                                                              | Stany Zjednoczone |
| Ich bin ein Elefant, Madame       | Ich bin ein Elefant, Madame         | Peter Zadek                                                                                 | RFN               |
| Upiór mórz                        | Klabautermannen                     | Henning Carlsen                                                                             | Dania             |
| Miłość jest zimniejsza niż śmierć | Liebe ist kälter als der Tod        | Rainer Werner Fassbinder                                                                    | RFN               |
| Made in Sweden                    | Made in Sweden                      | Johan Bergenstråhle                                                                         | Szwecja           |
| Kryjówka                          | La madriguera                       | Carlos Saura                                                                                | Hiszpania         |
| Nocny kowboj                      | Midnight Cowboy                     | John Schlesinger                                                                            | Stany Zjednoczone |
| Młode lata                        | Рани радови Rani radovi             | Želimir Žilnik                                                                              | Jugosławia        |
| La sua giornata di gloria         | La sua giornata di gloria           | Edoardo Bruno                                                                               | Włochy            |
| Nie można żyć we troje            | Three Into Two Won't Go             | Peter Hall                                                                                  | Wielka Brytania   |
| Tiro de gracia                    | Tiro de gracia                      | Ricardo Becher                                                                              | Argentyna         |
| Dotyk miłości                     | A Touch of Love                     | Warris Hussein                                                                              | Wielka Brytania   |
| Spokojne miejsce na wsi           | Un tranquillo posto di campagna     | Elio Petri                                                                                  | Włochy            |

### Pokazy pozakonkursowe
Następujące filmy zostały wyświetlone na festiwalu w ramach pokazów pozakonkursowych:
| Tytuł polski  | Tytuł oryginalny | Reżyseria   | Kraj produkcji |
| ------------- | ---------------- | ----------- | -------------- |
| Droga mleczna | La voie lactée   | Luis Buñuel | Francja        |

## Laureaci nagród

### Konkurs główny
Złoty Niedźwiedź
- Młode lata, reż. Želimir Žilnik

Srebrny Niedźwiedź
- Brazylia w roku 2000, reż. Walter Lima Jr.
- Ich bin ein Elefant, Madame, reż. Peter Zadek
- Made in Sweden, reż. Johan Bergenstråhle
- Pozdrowienia, reż. Brian De Palma
- Spokojne miejsce na wsi, reż. Elio Petri

### Konkurs filmów krótkometrażowych
Złoty Niedźwiedź dla najlepszego filmu krótkometrażowego
- To See or Not to See, reż. Břetislav Pojar

Srebrny Niedźwiedź − Nagroda Jury dla filmu krótkometrażowego
- Presadjivanje osecanja, reż. Dejan Djurković

### Pozostałe nagrody
Nagroda FIPRESCI
- Forum Nowego Kina:  Grawitacja, reż. Branko Ivanda
Nagrodę przyznano w uznaniu dla całej festiwalowej selekcji filmów jugosłowiańskich.
  - Wyróżnienie:  Luis Buñuel za całokształt twórczości